# 佩那罗尔足球俱乐部
佩纳罗尔竞技俱乐部（Club Atlético Peñarol）是位於乌拉圭蒙得维的亚的足球體育會。於1913年12月13日由前身「中央乌拉圭铁路板球俱乐部」（Central Uruguay Railway Cricket Club，簡稱CURCC）正式更名為佩那罗尔，CURCC成立於更早的1891年9月28日。彭拿路曾經三奪洲際盃冠軍。
彭拿路以自己所在的地區為名，而該區的名字則取自義大利皮內羅洛（Pinerolo），從此成為蒙得維的亞工人階級的代表。彭拿路的主色黑黄兩色來源就是鐵路上常見的標誌及圍欄顏色。

## 成立日期的爭議
彭拿路自稱是「中央乌拉圭铁路板球俱乐部」的直系球隊，因而是乌拉圭最早的球隊。但有部分人（尤其死對頭）認為彭拿路與CURCC為兩間性質不同的球會。

## F.U.F 時期
彭拿路與愛斯賓奴中央於1923年成立「烏拉圭足球聯會」（Uruguayan futbol federation，簡稱F.U.F），兩會由於違反「烏拉圭足球總會」（Asociación Uruguaya de Fútbol，簡稱A.U.F）禁止與阿根廷業餘球隊比賽的規定而被逐出會。
「烏拉圭足球聯會」自行舉辦聯賽，有些球隊如Montevideo Wanderers採用不同名字分別參加兩個聯賽，在F.U.F稱為Atletico Wanderers。「烏拉圭足球聯會」甚至組成國家隊（主要為彭拿路與中央的球員）進行數場國際比賽。由於政府的介入，「烏拉圭足球聯會」在成立三年後解散，球隊重新加入「烏拉圭足球總會」。

資料來源：Desafilian a Peñarol y Central de la AUF

## 球會榮譽

### 本土競賽
烏拉圭聯賽冠軍
- 業餘年代（9次）：
  - CURCC（4次）
1918年、1921年、1928年、1929年；
  - 彭拿路（5次）
1900年、1901年、1905年、1907年、1911年。
- 職業年代（43次）：
  - 1932年、1935年、1936年、1937年、1938年、1944年、1945年、1949年、1951年、1953年、
1954年、1958年、1959年、1960年、1961年、1962年、1964年、1965年、1967年、1968年、
1973年、1974年、1975年、1978年、1979年、1981年、1982年、1985年、1986年、1993年、
1994年、1995年、1996年、1997年、1999年、2003年、2009/10年、2012/13年、2015/16年、2017年、
2018年、2021年、2024年、

其他本土賽錦標：
- Liguilla（12次）：
  - 1974年、1975年、1977年、1978年、1980年、1984年、1985年、1986年、1988年、1994年、
1997年、2004年；
- Competencia Tournament（13次）：
  - 1936年、1941年、1943年、1946年、1947年、1949年、1951年、1953年、1956年、1957年、
1964年、1967年、1986年。

國際友誼賽錦標：
- Copa de Oro Tournament (1): 1982年.
- Albion Cup (3): 1916年, 1917年, 1921年.
- ANCAP Cup (1): 1934年.
- Artigas Cup (4): 1909年, 1910年, 1911年, 1996年.
- Centenario de Las Piedras Cup (1): 1930年.
- Comité Patriótico de Las Piedras Cup (1): 1926年.
- Consejo Departamental de San José Cup (1): 1921年.
- Hyundai Cup (3): 1996年, 1999年, 2004年.
- Major League (1): 1978年.
- Copa Punta del Este (1): 1997年.
- Copa Conrad (1): 2004年.

### 國際競賽
- 解放者杯（Copa Libertadores de América）冠军（5次）：
  - 1960年、1961年、1966年、1982年、1987年；
- 洲際盃（Intercontinental Cup）冠军（3次）：
  - 1961年、1966年、1982年；

## 著名球員
- 路易斯·库维利亚

## 著名教練
- Béla Guttmann: 1962
- Oscar Tabarez: 1987
- César Luis Menotti: 1990
- Ljubo "catastrofo" Petrovic: 1992
- Roque Gaston Maspoli: 1992
- Gregorio Pérez: 1993-1995,1997-1998,2002,2006-2007
- Jorge Fossati: 1996
- Julio Ribas: 1999-2001

## 外部連結
- 彭拿路官方網站 （页面存档备份，存于） （西班牙文）
- （页面存档备份，存于）
- （页面存档备份，存于）
- （页面存档备份，存于）